# Rdeči vriskač
Kolumbijski rdeči vriskač ali venezuelski rdeči vriskač (znanstveno ime Alouatta seniculus) je južnoameriška vrsta vriskačev, vrsta opic Novega sveta, ki jih najdemo v zahodnem delu porečja Amazonke v Venezueli, Kolumbiji, Ekvadorju, Peruju in Braziliji. Populacija v departmaju Santa Cruz v Boliviji je bila leta 1986 ločena kot posebna vrsta, bolivijski rdeči vriskač, in pred kratkim se je zgodila odcepljena populacija v severovzhodni Južni Ameriki in Trinidadu kot gvajanski rdeči vriskač. Vse opice vriskači pripadajo družini Atelidae in infraredu Platyrrhini (širokonose opice), opice Novega sveta.

## Opis
Spolna dvoličnost je pri tej vrsti majhna; samci so dolgi od 49 do 72 cm, samice pa od 46 do 57 cm. Samci tehtajo 5,4-9 kg, samice pa 4,2-7 kg. Ima dolg oprijemalni rep od 49–75 cm. Rep je prekrit s krznom, razen zadnje tretjine spodnje strani, ki mu omogoča grabljenje vej. Barva samcev in samic je globoko rdečkasto rjava, barvni odtenek pa se s starostjo spreminja. Njihovi obrazi so obdani s krznom in imajo čokat nos.
Čeljustna kost rdeče opice je velika, zlasti telo spodnje čeljusti. Položaj foramen magnum je zelo posteriorno, da naredi prostor za razširjeno čeljust in povečano hioidno kost. Opice vriskači imajo tudi napihnjeno bulo, ki je kostna ovojnica srednjega ušesa. Zaradi tega so izjema med drugimi opicami Novega sveta.
Dnevni Alouatta seniculus je drevesni primat, zato večino časa preživi visoko v krošnjah. Njegov najprimernejši način gibanja je štirinožna hoja z minimalnimi poskoki. Pomaga mu tudi njegov dolg, oprijemalni rep, ki mu nudi oporo in sposobnost oprijemanja. Poleg tega imajo njegove roke in noge vzorec oprijemanja, ki mu omogoča boljše premikanje po drevesih. To je razvidno iz velikega ločevanja drugega in tretjega prsta roke.

## Socialne interakcije
Živi v skupinah od tri do devet osebkov (običajno pet do sedem). Skupine so poliginične, z enim ali dvema samcema, ostale so samice in njihovi potomci. En samec je običajno prevladujoča opica v skupini, alfa samec, in je odgovoren, da jih vodi na nova mesta hranjenja in jih brani. Za potomce skrbijo samice. Venezuelski rdeči vriskači so najbolj aktivni zjutraj, ko je skupina na poti, da poišče drugo mesto za hranjenje. Znani so po svojem 'jutranjem zboru'. Te rjoveče in tuleče klice izvajajo večinoma samci v skupini. Slišati jih je mogoče do 5 km daleč v gozdu in razkrijejo svojo prisotnost v okolici. To se uporablja tudi za preprečevanje spopadov med skupinami, kar prepreči izgubo energije z izogibanjem fizičnim spopadom. Zaradi njihove prehrane z nizko vsebnostjo sladkorja je ključno ohranjanje energije. Klici tudi pomagajo pri razpršitvi skupin in zmanjšujejo tekmovalnost pri hrani.

## Prehrana in zobovje
Opice A. seniculus so listojede, kar pomeni, da je njihova prehrana v glavnem sestavljena iz listov, vendar se za pomembna hranila zanašajo tudi na oreščke, majhne živali, sadje, semena in cvetove. Ta živila zagotavljajo sladkor, potreben za rast in energijo. Najpomembnejši del njihove prehrane so listi, brez katerih ne morejo živeti več kot en teden. Jedo tako starejše kot mlajše liste; vendar pa starejši listi zagotavljajo več prehrane. Te opice vriskači lahko jedo vlaknate liste zaradi strukturnih vidikov njihovega zobovja. Ozki sekalci pomagajo pri zaužitju listov, kočniki z ostrimi, strižečimi grebeni pa jim pomagajo pri boljšem žvečenju hrane. Poleg tega imajo zapletene želodce, ki pomagajo pri prebavnem procesu. Njihovo zadnje in debelo črevo prav tako pomaga pri prebavi. Zadnje črevo vsebuje bakterije, ki prebavljajo liste in predstavlja tretjino celotne telesne prostornine venezuelskega rdečega vika.
Tako kot pri drugih opicah novega sveta ima zobna formula venezuelskega rdečega vriskača (maksila in spodnja čeljust) dva sekalca, en pas, tri premolarje in tri molarje.

## Razmnoževanje
Hudo spolno tekmovanje med samci je posledica neuravnoteženega razmerja med spoloma. Samica privlači samce tako, da premika jezik naokoli, da sproži parjenje. Če se samec ne odzove, se premakne k drugemu partnerju. Povprečna gestacijska doba je 190 dni. Mladič ostane pri materi 18–24 mesecev. Ko samci dosežejo spolno zrelost, so izločeni iz svoje natalne skupine. Samec mora nato napasti tujo skupino. Tam samec ubije drugega vodjo in vse potomce, ki jih je prvi vodja rodil. Samec s tem ubije morebitno konkurenco. Manj kot 25 % potomcev preživi invazijo samcev.

## Podvrsta
Tradicionalno so navedene tri podvrste tega vriskača, čeprav so Stanyon in drugi (1995) ugotovili število kromosomskih razlik med A. s. sara in A. s. arctoidea (kar je imelo za posledico, da je A. s. sara obravnavana kot polna vrsta) je bilo v podobnem obsegu, kot je bilo ugotovljeno med A. s. sara in A. s. seniculus (Minezawa in drugi, 1986).
- Kolumbijski rdeči vriskač, Alouatta seniculus seniculus
- Medvedji vriskač, A. s. arctoidea
- Juruanski rdeči vriskač, A. s. juara

A. s. juara je bila opisana kot druga vrsta Alouatta juara.